# Ciclone Gael
O ciclone tropical intenso Gael (designação do JTWC: 13S; conhecido simplesmente como ciclone Gael) foi um intenso ciclone tropical que afetou Maurício, Reunião e Madagascar durante a primeira semana de fevereiro de 2009. Sendo o oitavo ciclone tropical, o sétimo sistema tropical dotado de nome, e o segundo ciclone tropical intenso da temporada de ciclones no Oceano Índico sudoeste de 2008-09, Gael formou-se de uma área de perturbações meteorológicas a sudoeste de Diego Garcia, Território Britânico do Oceano Índico em 1 de fevereiro. Seguindo para oeste-sudoeste e para oeste, o sistema se organizou e se intensificou gradualmente, se tornando uma depressão tropical em 3 de fevereiro a nordeste de Reunião. Horas mais tarde, o sistema se intensificou para a tempestade tropical moderada "Gael". O sistema continuou a se intensificar e Gael se tornou um ciclone tropical, segundo a classificação do Centro Meteorológico Regional Especializado (CMRE) de Reunião, em 5 de fevereiro, e se tornando um ciclone tropical intenso mais tarde naquele dia.
Após atingir seu pico de intensidade em 6 de fevereiro, com ventos máximos sustentados de 220 km/h, segundo o Joint Typhoon Warning Center, ou 175 km/h, segundo o CMRE de Reunião, Gael começou a seguir para sul e começou a se enfraquecer continuamente. O ciclone se enfraqueceu para um simples ciclone tropical em 8 de fevereiro, e para uma tempestade tropical severa durante as primeiras horas de 10 de fevereiro. Naquele mesmo dia, Gael começou a se transformar num ciclone extratropical e, com isso, tanto o JTWC quanto o CMRE de Reunião emitiram seus avisos finais sobre o sistema ainda naquele dia.
Apesar de não atingir diretamente nenhuma terra emersa, Gael causou chuvas torrenciais, que causaram severas enchentes e deslizamentos de terra em Reunião. Pelo menos duas pessoas morreram como consequência dos efeitos de Gael na ilha.

## História meteorológica

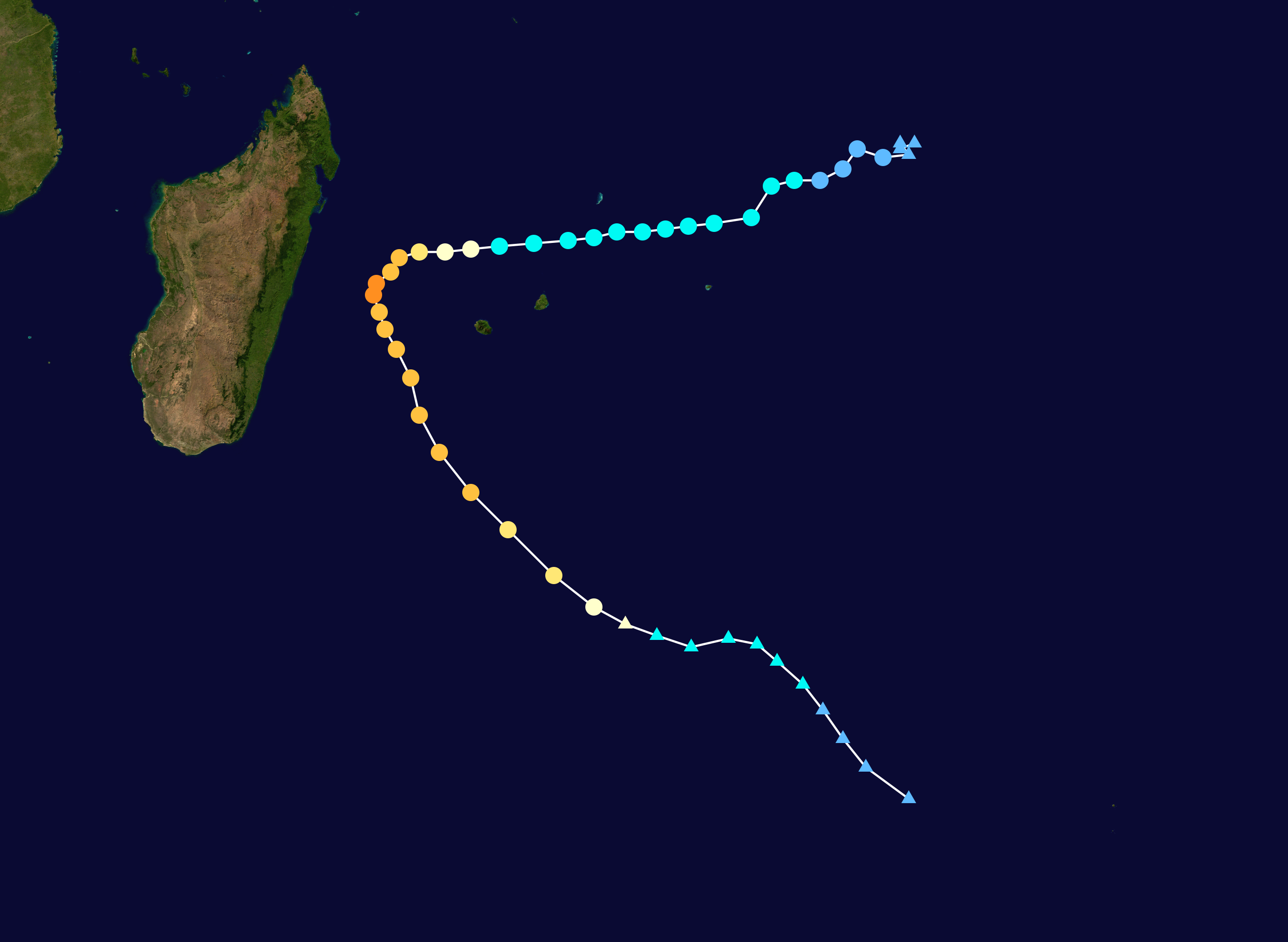
O caminho de Gael

Gael formou-se de uma área de perturbações meteorológicas que começou a mostrar sinais de organização em 28 de janeiro, a sudoeste de Diego Garcia, Território Britânico do Oceano Índico. Mesmo estando numa área com condições meteorológicas favoráveis, tais como baixo cisalhamento do vento e águas quentes oceânicas, o sistema não conseguiu se organizar rapidamente devido à ausência de áreas de convecção profunda. O Centro Meteorológico Regional Especializado (CMRE) de Reunião, controlado pela Météo-France, notou a formação do sistema e o classificou para uma área de perturbações meteorológicas em 1 de fevereiro, atribuindo-lhe a designação "08R". A partir de então, o seu centro ciclônico de baixos níveis começou a se consolidar com a formação de novas áreas de convecção profunda, induzida pelos bons fluxos de saída favoráveis. Notando a organização gradual do sistema, o CMRE de Reunião o classificou para uma perturbação tropical durante a manhã (UTC) de 2 de fevereiro. Mesmo sob cisalhamento moderado, o sistema continuou a se consolidar, principalmente devido à melhora dos fluxos de saída causados pela formação de um anticiclone sobre o seu centro ciclônico de baixos níveis, e pela aproximação de um cavado de onda curta ao seu sudoeste. Com isso, o Joint Typhoon Warning Center (JTWC) emitiu um Alerta de Formação de Ciclone Tropical (AFCT) ainda naquela manhã (UTC), que significa que seria possível a formação de um ciclone tropical significativo dentro de um período de 12 a 24 horas. O sistema continuou a se organizar gradualmente durante aquele dia, e durante aquela noite, o seu centro ciclônico de baixos níveis já apresentava organização suficiente para ser declarado como um ciclone tropical significativo pelo JTWC, que lhe atribuiu a designação "13S".

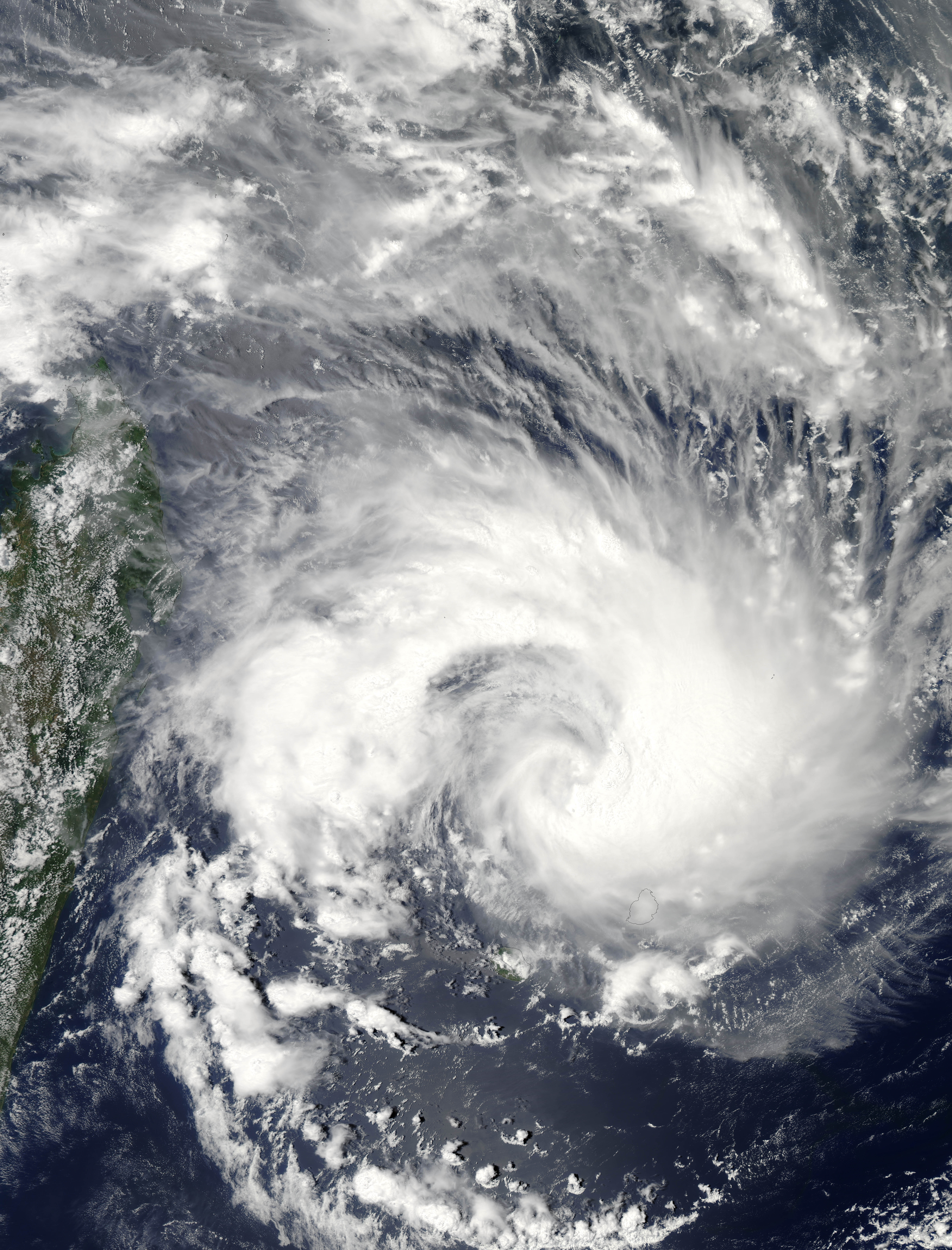
O ciclone Gael em 5 de fevereiro

Durante as primeiras horas (UTC) de 3 de fevereiro, o CMRE de Reunião classificou o sistema para uma depressão tropical. Seguindo para oeste-noroeste pela periferia sul de uma alta subtropical ao seu sul, a depressão continuou a se consolidar, apesar do cisalhamento do vento moderado. Com isso, o CMRE de Reunião classificou o sistema para uma tempestade tropical moderada ainda naquela manhã (UTC) e lhe atribuiu o nome "Gael". Inicialmente, Gael não foi capaz de se desenvolver rapidamente devido à atuação do cisalhamento do vento moderado, que deslocava todas as suas áreas de convecção profunda associadas para o quadrante oeste da circulação ciclônica do sistema. Porém, a partir de 4 de fevereiro, Gael começou a se aproximar de uma crista de alta pressão de altos níveis, o que permitiu a diminuição do cisalhamento do vento. Com isso, Gael começou a se intensificar continuamente. A tendência gradual de intensificação continuou e o CMRE de Reunião classificou Gael para uma tempestade tropical severa durante a manhã (UTC) de 5 de fevereiro. A partir de então, Gael começou a sofrer rápida intensificação. Durante aquela noite (UTC), um olho começou a ficar visível em imagens de satélite, no canal micro-ondas, no centro de sua circulação ciclônica de baixos níveis, indicando contínua intensificação. Com isso, o CMRE de Reunião classificou Gael para um ciclone tropical, classificação usada pela Météo-France para sistemas com intensidade equivalente a um furacão.

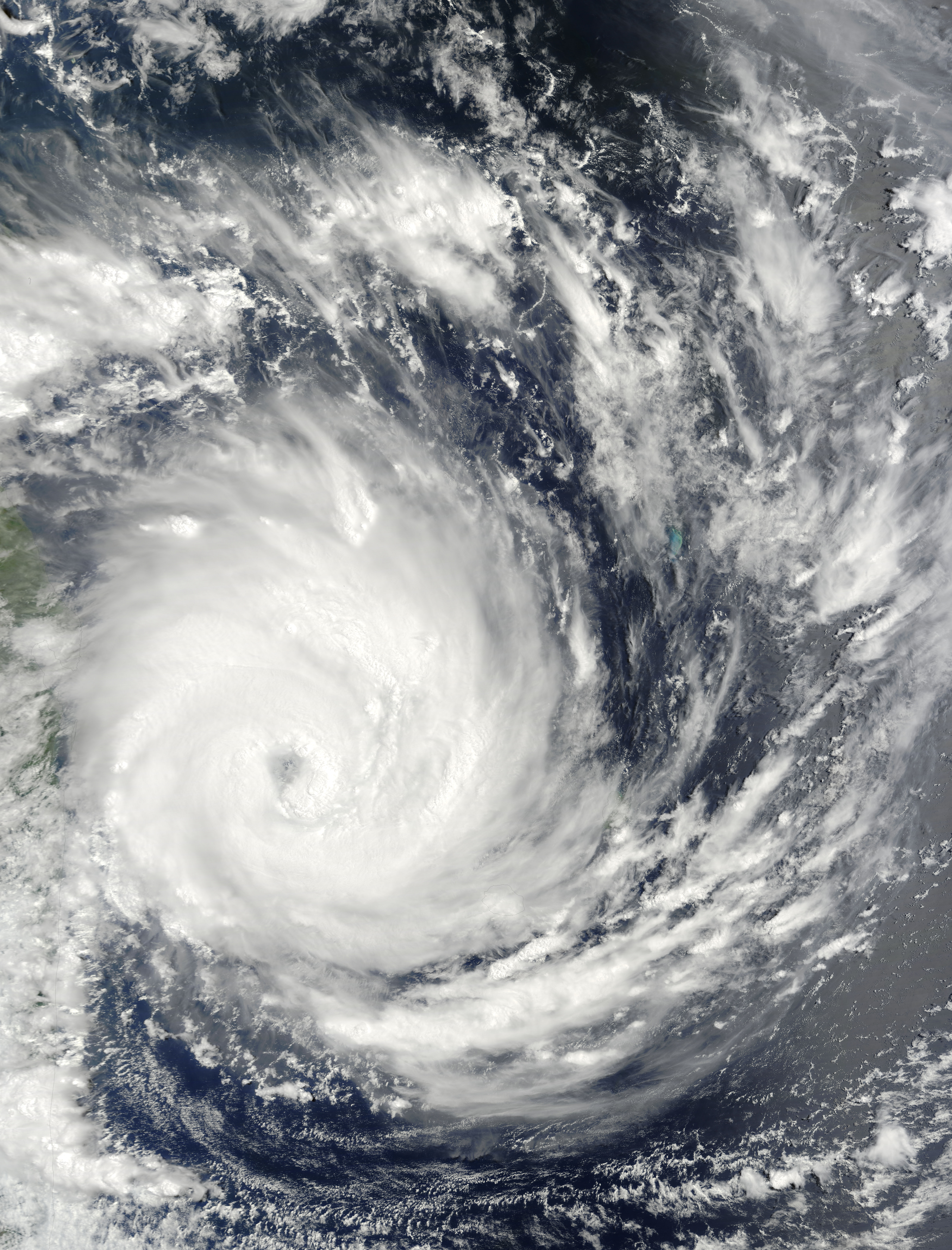
O ciclone Gael em 6 de fevereiro

Ótimos fluxos de saída permitiram a continuidade da tendência de rápida intensificação de Gael. A partir da tarde (UTC) de 6 de fevereiro, o seu olho, que previamente era visível apenas em imagens de satélite no canal infravermelho, começou a ficar mais bem estabelecido, e ficou visível em imagens de satélite convencionais; seu diâmetro era de aproximadamente 28 km naquele momento. Ao mesmo tempo, Gael começou a seguir mais lentamente assim que se aproximava da costa leste de Madagascar, indicando que a sua trajetória iria mudar bruscamente. Com a contínua intensificação do ciclone, o CMRE de Reunião classificou Gael para um ciclone tropical intenso no início daquela noite (UTC), classificação equivalente a um furacão de categoria 3 na escala de furacões de Saffir-Simpson. A tendência de intensificação continuou as primeiras horas (UTC) de 7 de fevereiro, quando Gael atingiu seu pico de intensidade, com ventos máximos sustentados de 220 km/h, segundo o JTWC, ou 175 km/h, segundo o CMRE de Reunião.
A partir de então, o aumento do cisalhamento do vento associado com a passagem de um cavado de médias latitudes começou a abater as suas áreas de convecção profunda, que começaram a diminuir, causando consequentemente o enfraquecimento de Gael. O cavado também mudou a trajetória de deslocamento do ciclone, que começou a seguir para o sul. A tendência de enfraquecimento de Gael continuou durante aquele dia assim que o ciclone seguia mais rapidamente para sul-sudeste. O rápido enfraquecimento de Gael continuou em 8 de fevereiro, e o CMRE de Reunião desclassificou o sistema para um ciclone tropical. A partir da tarde (UTC) de 9 de fevereiro, Gael começou a interagir com a zona baroclínica, região meteorologicamente instável típico de regiões de médias latitude. A interação com a zona baroclínica juntamente com a sua passagem sobre águas com temperatura da superfície do mar menor que 26°C induziram o início da transição extratropical de Gael. A transição extratropical de Gael aumentou a tendência de enfraquecimento do ciclone. Com isso, o CMRE de Reunião desclassificou Gael para uma tempestade tropical severa durante as primeiras horas (UTC) de 10 de fevereiro. Ainda naquela madrugada (UTC), o JTWC emitiu seu aviso final sobre o sistema assim que Gael estava completando a sua transição para um ciclone extratropical. O CMRE de Reunião também desclassificou Gael para um ciclone extratropical e também emitiu seu aviso final sobre o sistema horas depois.

## Preparativos e impactos
Os preparativos para a chegada de Gael foram iniciados com o Serviço Meteorológico de Maurício (SMM) assim que o ciclone começou a se aproximar da ilha. O SMM emitiu um aviso de ciclone classe II, num sistema de avisos que varia entre classe I, a classificação de menor risco, a classe V, a de maior risco. Logo em seguida, o Centro Meteorológico Regional Especializado (CMRE) de Reunião, controlado pela Météo-France, emitiu um alerta amarelo para a ilha, num sistema de avisos que varia entre alerta verde, o que significa nenhum risco, o alerta vermelho, que significa perigo iminente da aproximação de um ciclone. Autoridades em Madagascar também avisaram à população costeira sobre as possibilidades de chuvas e ventos fortes, e as suas consequências, tais como deslizamentos de terra e avalanches de lama.
Apesar de Gael não atingir diretamente Reunião, chuvas torrenciais associadas ao ciclone afetaram a ilha. Os efeitos de Gael causaram pelo menos duas fatalidades naquela ilha. Um motociclista que tentava atravessar uma rodovia alagada foi levado pelas fortes enxurradas. Outro homem, que estava bêbado segundo relatos de testemunhas, tentou atravessar um rio transbordado e morreu afogado quando foi levado pelas fortes correntezas do rio.